# Johann Kastenberger
Johann Kastenberger (1er octobre 1958, Sankt Leonhard am Forst – 15 novembre 1988, Sankt Pölten) est un braqueur de banques et un meurtrier autrichien. Il est entré dans les annales criminelles de l’Autriche sous le surnom de « Pumpgun-Ronnie ».

## Débuts
Kastenberger était un marathonien auréolé de succès. Dans les années 1980, il a remporté de nombreuses courses amateur en Autriche. Le 25 janvier 1977, Kastenberger dévalise une filiale de la Volksbank. Grâce à la description du malfaiteur fournie par les employés de la banque, Kastenberger est arrêté peu de temps après, à bord d’un train à destination de Vienne. Il est condamné à sept ans de prison.

## Sortie de prison
Une fois sa peine purgée, il s’installe chez sa petite amie à Vienne. Puis il commet une série de braquages, toujours armé d'un fusil à pompe et arborant un masque à l'effigie de Ronald Reagan. Ce qui lui vaut le surnom de « Pumpgun-Ronnie ». Kastenberger est arrêté le 11 novembre 1988. Les enquêteurs mettent la main sur son butin. Deux jours plus tard, alors que la police lui fait consigner ses aveux par écrit, Kastenberger saute de la fenêtre du premier étage, atterrit sur le capot d’une voiture garée en dessous et prend la fuite.

## Fuite et suicide
Le lendemain, il tente de voler la voiture d’une femme, mais s’enfuit en voyant passer une patrouille de police. Le jour suivant, il maîtrise un homme, le ligote et lui vole sa voiture. La victime réussit à se libérer et à alerter la police, qui retrouve la voiture peu après, sur l’autoroute reliant Vienne à Salzbourg. En défonçant un barrage policier à bord d'une autre voiture volée, il est touché par un tir. Il arrête alors son véhicule et se suicide en se tirant une balle dans la tête. Lors de la chasse à l'homme qui a précédé, la plus importante en Autriche depuis l'après-guerre, plus de 450 policiers ont été mobilisés.

## Cinéma et télévision
- 2010 : Le Braqueur de Benjamin Heisenberg avec Andreas Lust, Franziska Weisz